# Karina Mazzocco
Karina Alejandra Mazzocco (Buenos Aires, 19 de octubre de 1969)
es una exmodelo, actriz y presentadora argentina.

## Biografía
Cuando terminó la escuela secundaria ingresó en la Facultad de Ciencias Sociales de la Universidad de Buenos Aires para obtener una licenciatura en Relaciones Internacionales y Ciencias Políticas, pero poco después empezó a trabajar en avisos publicitarios.
Comenzó su carrera trabajando como modelo y en publicidad.

## Carrera
Fue conductora de los ciclos televisivos De a dos, Todos al diván, Transformaciones,  Mañaneras y A la tarde.
Mazzocco fue conductora de varios programas de televisión. En 1998 condujo De a dos, el primer programa en la televisión abierta argentina —los sábados a la medianoche— que trató acerca de temas sexuales.
Al año siguiente trabajó en su primera película en cine: La venganza.
Fue coconductora del programa Grandiosas junto a Laura Oliva y Fanny Mandelbaum por El Trece.
En 2001 condujo la emisión de la entrega de los Premios Martín Fierro junto al locutor y presentador televisivo Jorge Rossi.
El 2 de mayo de 2010 asumió, junto a Alejandro Fantino, la conducción de la edición 2009-2010 de los premios Martín Fierro, en Buenos Aires.
Ingresó como reemplazo de la Negra Elizabeth Vernaci en el programa Todos al diván —que era conducido por esta y Roberto Pettinato—, por Azul TV (actual Canal 9).
Desde julio de 2021, conduce el magazine vespertino A la tarde, emitido por el canal América TV.

## Vida personal
Estuvo casada en primeras nupcias, pero se divorció en 2002.
Desde 2005 está en pareja con el empresario y automovilista Omar El Bacha, con quien tiene un hijo llamado Malek, nacido en 2006.

## Televisión
| Año           | Título                          | Rol                     | Notas                                       | Canal           |
| ------------- | ------------------------------- | ----------------------- | ------------------------------------------- | --------------- |
| 1998          | De a dos                        | Conductora              |                                             | América TV      |
| 1999          | Marte y Venus                   | Conductora              |                                             | América TV      |
| 2000-2001     | Todos al diván                  | Coconductora            |                                             | Azul Televisión |
| 2001          | Premios Martin Fierro           | Coconductora            | Premiación anual                            | Azul Televisión |
| 2002-2005     | Grandiosas                      | Conductora              |                                             | Canal Trece     |
| 2005-2007     | Transformaciones                | Conductora              |                                             | Canal Trece     |
| 2008-2010     | Mañaneras                       | Conductora              | Junto a Paula Trápani                       | América TV      |
| 2010          | Premios Martin Fierro           | Conductora              | Premiación anual                            | América TV      |
| 2016-2017     | Pura vida, cada día             | Conductora              | Junto a Adrián Cormillot y Nicolás Scarpino | TV Pública      |
| 2019          | La era de la imagen             | Conductora              |                                             | TV Pública      |
| 2019          | Incorrectas                     | Conductora de reemplazo |                                             | América TV      |
| 2019-2020     | Instantes de vida               | Conductora              |                                             | El Nueve        |
| 2021          | Fantino a la tarde              | Conductora de reemplazo |                                             | América TV      |
| 2021-presente | A la tarde                      | Conductora              |                                             | América TV      |
| 2024          | Premios Martín Fierro de Radio  | Conductora              | Premiación anual                            | América TV      |
| 2024          | Cantando 2024                   | Conductora de reemplazo |                                             | América TV      |
| 2024          | Premios Martín Fierro de Cable  | Conductora              | Premiación anual                            | América TV      |
| 2025          | Premios Martín Fierro de Teatro | Conductora              | Premiación anual                            | América TV      |

| Año       | Título                             | Rol                                            | Notas                     |
| --------- | ---------------------------------- | ---------------------------------------------- | ------------------------- |
| 1997      | Verdad consecuencia                |                                                |                           |
| 2000      | Los buscas de siempre              | Pía                                            | Participación             |
| 2001      | PH                                 | Paula                                          | Participación             |
| 2004      | Padre Coraje                       | Silvia Padilla de Armendi / Remedios Villareal | Epi. 39-41                |
| 2004-2005 | Sin código                         | Noelia Larsen                                  | Elenco principal          |
| 2005      | 1/2 falta                          | Angela Pinedo                                  | Recurrente                |
| 2008      | Vidas robadas                      | Isabel                                         | Antagonista               |
| 2009      | Champs 12                          | Carla del Moro                                 | Recurrente                |
| 2014      | Las 13 esposas de Wilson Fernández | Luciana                                        | Ep: "Alicia"              |
| 2015      | Pan y vino                         | Susy                                           | Participación             |
| 2016      | Mi amore                           | Doctora. Rossi                                 | Participación             |
| 2023      | Los protectores                    | Pamela Cartens                                 | Elenco principal (temp 2) |

## Cine
| Año  | Título          | Rol      | Notas        |
| ---- | --------------- | -------- | ------------ |
| 1999 | La venganza     | Alicia   |              |
| 2002 | Salven la plata | Agustina | Cortometraje |
| 2005 | Sueño atomico   | Laura    |              |